# Tranholmen
Tranholmen es una localidad sueca situada en el municipio de Danderyd, provincia de Estocolmo, que posee una población de 338 habitantes según datos del año 2010. Es también una isla en el estrecho de Lilla Värtan, en Suecia, a menos de 100 metros de la costa de Danderyd. En la temporada de invierno, cuando el agua se congela y los viajes en barco no son posibles un puente flotante conecta la isla con el continente.